# (29948) 1999 JS84
A (29948) 1999 JS84 a Naprendszer kisbolygóövében található aszteroida. A LINEAR projekt keretében fedezték fel 1999. május 12-én.